# Architects
Gli Architects sono un gruppo musicale metalcore britannico formatosi a Brighton nel 2004.
La formazione è attualmente composta dal cantante Sam Carter, dal batterista Dan Searle, dal bassista Alex Dean e il chitarrista Adam Christianson. Sino al 2023 ha fatto parte del gruppo anche Josh Middleton, subentrato a seguito della morte del membro fondatore e principale compositore Tom Searle nel 2016, dopo una battaglia con il cancro durata tre anni. Sin dagli esordi dediti a un metalcore influenzato da post-metal, progressive metal e mathcore, sono considerati tra gli alfieri del post-metalcore. Con l'uscita dell'album For Those That Wish to Exist, il gruppo si è spostato su sonorità ancora più melodiche e sperimentali.

## Storia del gruppo

### Primi anni (2004-2007)
Il gruppo si è costituito nel 2004 sotto il nome iniziale di Inharmonic, successivamente cambiato in Counting the Days e, dopo un paio di anni, nell'attuale Architects. La prima formazione includeva i fratelli gemelli Tom e Dan Searle (rispettivamente chitarrista e batterista), il cantante Matt Johnson, il chitarrista Tim Hillier-Brook e il bassista Tim Lucas, quest'ultimo in seguito sostituito da Alex Dean.
Nel 2006 è stato pubblicato il loro album di debutto Nightmares attraverso la At the Deep End Records. Al termine del relativo tour in promozione al disco, nel gennaio 2007 Johnson è stato sostituito da Sam Carter. Con il nuovo entrato, gli Architects hanno realizzato il secondo album, intitolato Ruin e uscito nello stesso anno attraverso la United by Fate Records.

### Hollow Crown,The Here and NoweDaybreaker(2008-2011)

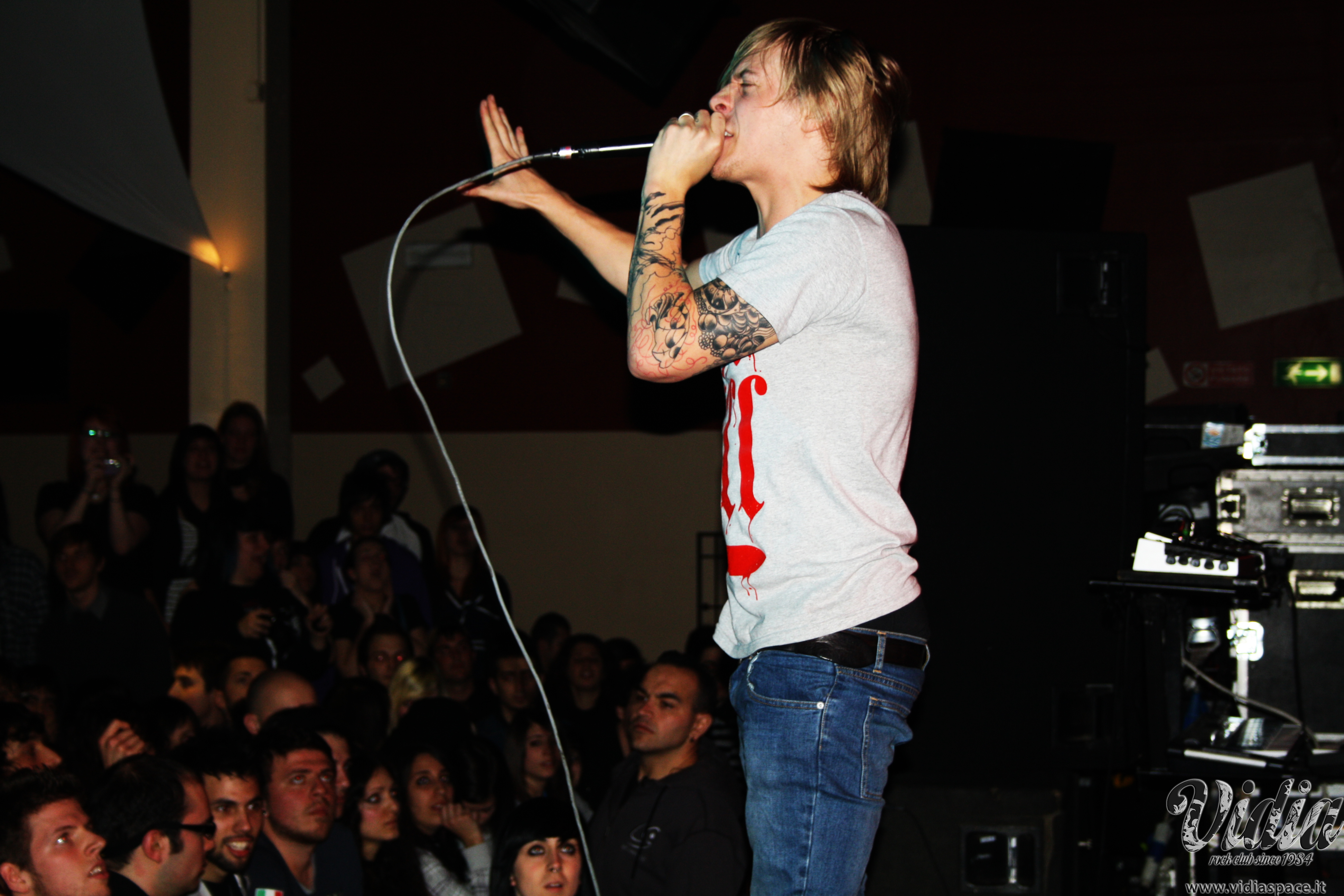
Il cantante Sam Carter in concerto con la band nel 2010

Nel 2008 la band pubblica lo split Architects/Dead Swans, in collaborazione con il gruppo hardcore punk Dead Swans, pubblicando l'anno dopo Hollow Crown con la Century Media.
Nel 2011 pubblicano il loro quarto album in studio The Here and Now, nel quale la band mostra sonorità più melodiche e vicine al post-hardcore e si allontana dalle influenze mathcore dei primi album. All'uscita l'album è stato accolto favorevolmente dalla critica. L'anno dopo esce il loro quinto album, Daybreaker, caratterizzato da testi molto più incentrati sulla politica e meno personali.

### Lost Forever/Lost TogethereAll Our Gods Have Abandoned Us, morte di Tom Searle (2013-2017)

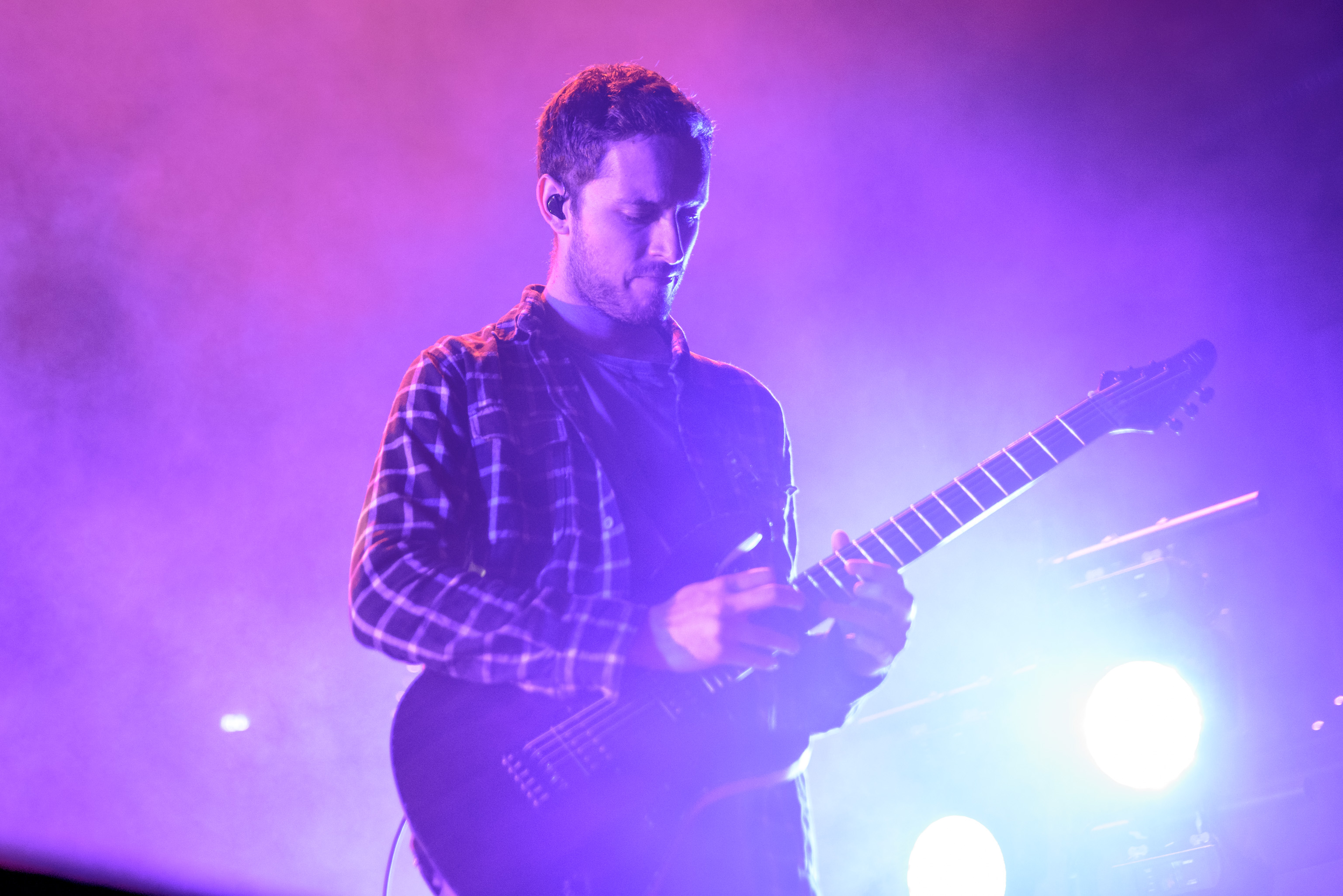
Il chitarrista e membro fondatore Tom Searle, morto nel 2016

Nel 2013 la band torna in studio e passa all'etichetta Epitaph Records, per poi pubblicare nel 2014 il suo sesto lavoro in studio, intitolato Lost Forever/Lost Together.
Il 27 maggio 2016 la band pubblica il loro settimo disco, All Our Gods Have Abandoned Us. Il 21 agosto dello stesso anno il batterista Dan Searle, ha annunciato la morte di suo fratello Tom, avvenuta il giorno precedente a causa di un melanoma della pelle contro il quale combatteva da tre anni. La band ha continuato il tour promozionale dell'ultimo album in tributo a Searle, annunciando che non è ancora stato deciso se produrrà nuovo materiale in futuro.
Il 6 settembre 2017 viene pubblicato il singolo Doomsday, il primo brano realizzato dagli Architects senza Tom Searle, accompagnato da un video musicale in tributo alla sua scomparsa. Esso rappresenta inoltre la prima pubblicazione con il chitarrista Josh Middleton, già frontman dei Sylosis e vecchio amico di Tom Searle, confermato come membro effettivo dopo essere stato turnista nei precedenti tour.

### Holy Hell(2018-2020)

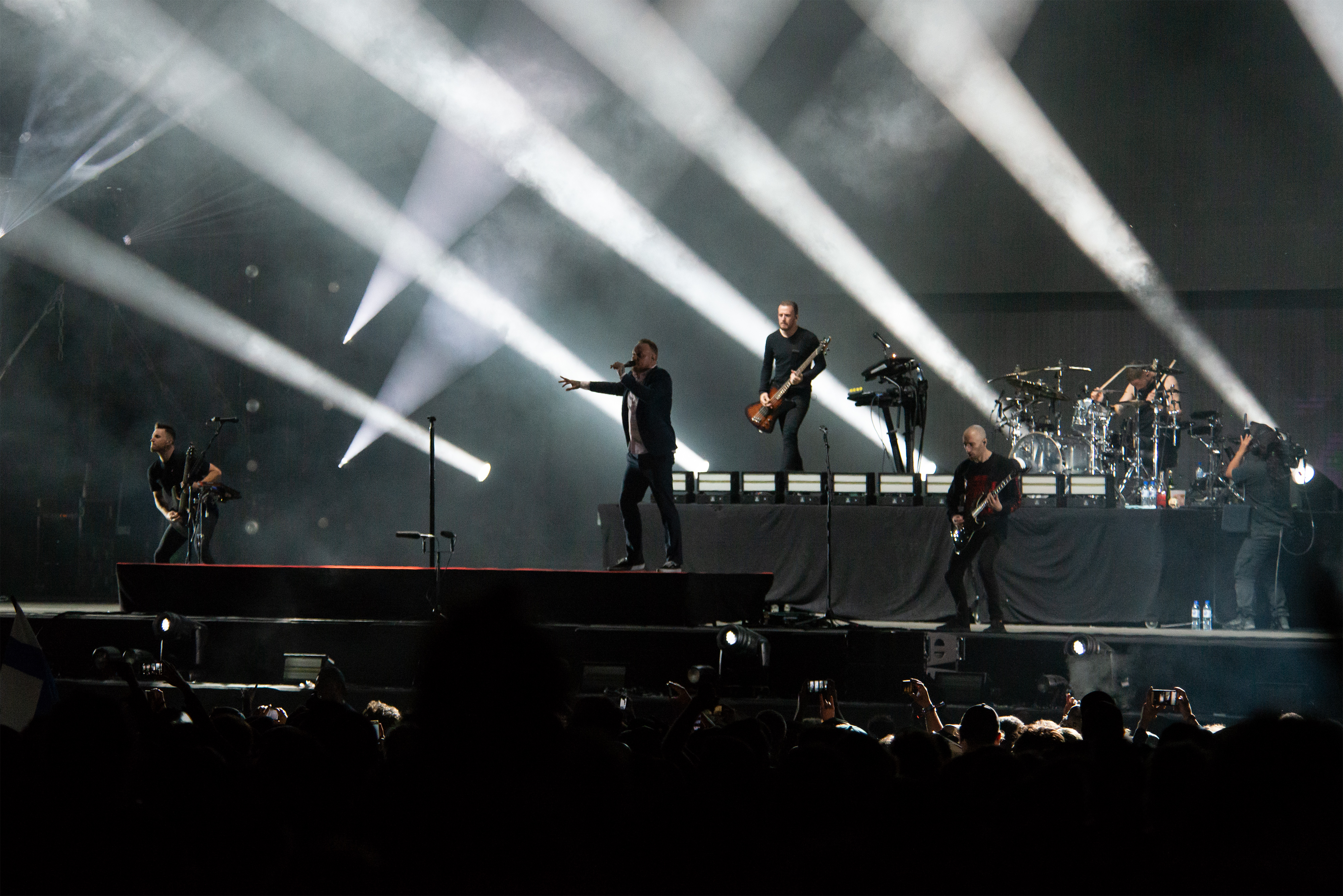
La band in concerto all'Hellfest 2019

Nel 2018 gli Architects ritornano sulle scene musicali con il singolo Hereafter, uscito il 12 settembre e volto ad anticipare l'ottavo album in studio Holy Hell. Nel periodo antecedente all'uscita del disco, il gruppo ha reso disponibile anche i singoli Royal Beggars e Modern Misery. L'album viene pubblicato il 9 novembre e rappresenta un omaggio a Tom Searle, con testi che affrontano anche la mancanza di qualcuno che è stato fondamentale nella propria vita. Il 17 ottobre 2018 la Epitaph Records pubblica il cortometraggio Holy Ghost, incentrato sulla genesi e la realizzazione di Holy Hell con tutte le difficoltà nel cercare di scrivere e comporre senza la mente musicale di Tom Searle, e sul concerto soldout all'Alexandra Palace tenuto dal gruppo il 3 febbraio 2018, anch'esso dedicato alla memoria di Tom

### For Those That Wish to Exist(2020-2021)

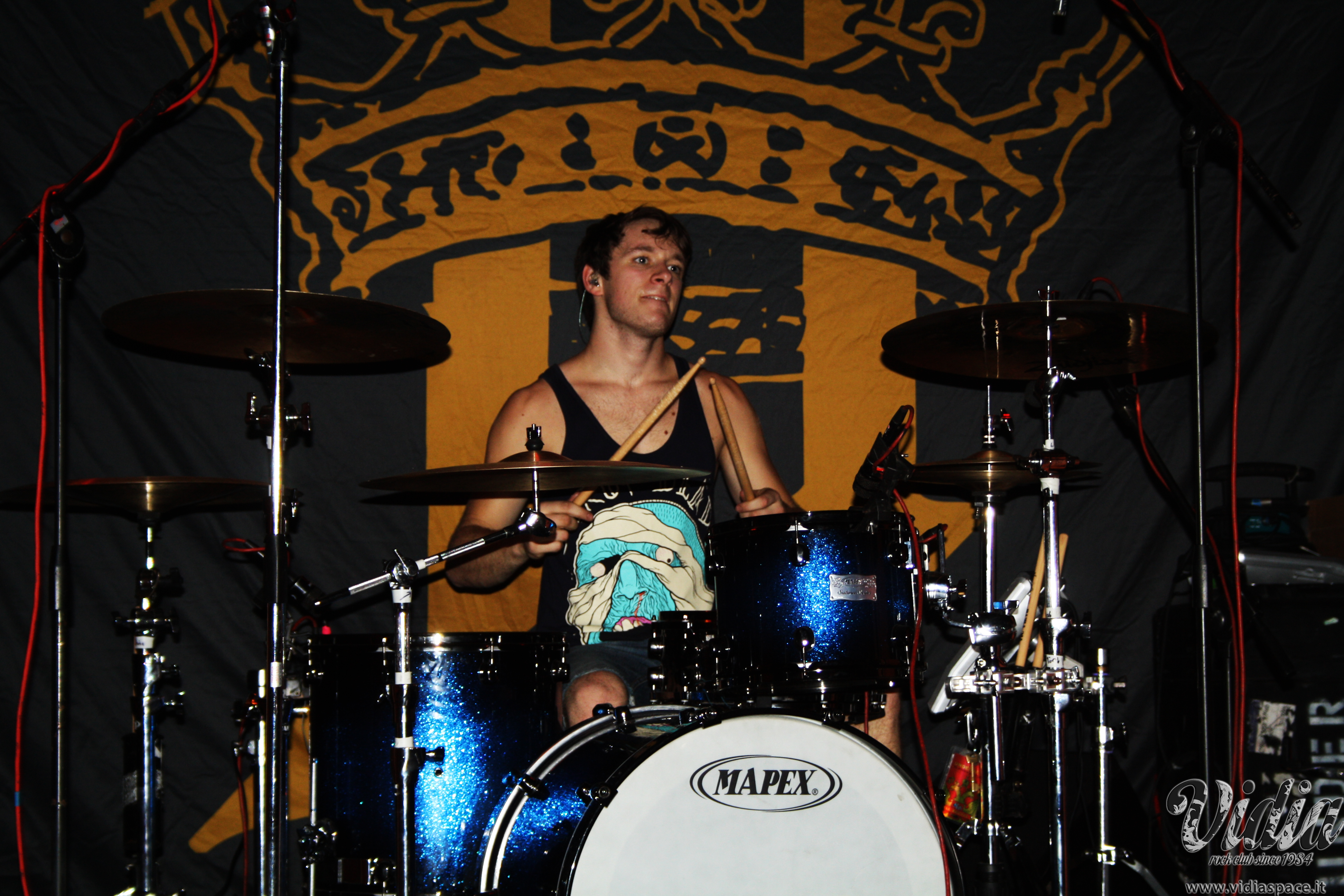
Il batterista Dan Searle, dal 2016 unico membro fondatore rimasto nel gruppo

Nell'ottobre 2020 gli Architects sono tornati sulle scene musicali con il singolo Animals, volto ad anticipare il nono album di inediti For Those That Wish to Exist. Al fine di anticiparne la pubblicazione, il 21 novembre il gruppo ha tenuto un'esibizione speciale in live streaming presso la Royal Albert Hall, suonando in anteprima altri due brani, per poi distribuire digitalmente altri tre singoli: Black Lungs, Dead Butterflies e Meteor.
For Those That Wish to Exist è stato pubblicato il 26 febbraio 2021 e si compone di quindi brani, di cui alcuni in collaborazione con Mike Kerr dei Royal Blood, Simon Neil dei Biffy Clyro e Winston McCall dei Parkway Drive; inoltre ha debuttato direttamente in vetta alla Official Albums Chart britannica, traguardo mai raggiunto in precedenza dal gruppo.

### The Classic Symptoms of a Broken Spirit, uscita di Middleton (2022-2023)
Il 20 aprile 2022 esce il singolo When We Were Young, seguito il 12 luglio da Tear Gas. Intorno allo stesso periodo viene annunciato il decimo album The Classic Symptoms of a Broken Spirit, uscito il 21 ottobre per Epitaph. Altri singoli estratti dal disco sono stati Deep Fake (30 agosto) e A New Moral Low Ground (11 ottobre).
Nel gennaio 2023 è partita la prima tournée in supporto all'album, tenuta esclusivamente in Germania e durante il quale sono stati supportati da Northlane e Sleep Token. Nel mese di maggio, poco prima dell'inizio del loro tour in Europa in occasione dei vari festival estivi, viene annunciata la separazione, in termini amichevoli, dal chitarrista Josh Middleton.

### The Sky, the Earth & All Between(2023-presente)
Il 4 dicembre 2023 viene pubblicato il singolo inedito Seeing Red, il primo brano realizzato senza Middleton, presentato dal vivo durante il tour europeo svoltosi tra gennaio e febbraio 2024. Segue il Seeing Red North America Tour Part 1, con date a maggio e a ottobre. Il 9 aprile 2024 viene pubblicato un altro singolo inedito, Curse, prodotto dall'ex tastierista dei Bring Me the Horizon Jordan Fish. Il gruppo e Fish avevano già lavorato insieme alla produzione del singolo Doomsday, del 2017.
Il 19 novembre 2024 viene pubblicato il singolo Whiplash e al contempo annunciato l'undicesimo album in studio The Sky, the Earth & All Between, prodotto da Jordan Fish e in uscita il 28 febbraio 2025. Il 14 gennaio 2025 viene pubblicato il quarto singolo estratto dal nuovo album, intitolato Blackhole.
Una settimana prima dell'uscita dell'album vengono pubblicati il quinto e il sesto singolo estratti dall'album, Everything Ends e Brain Dead, quest'ultimo realizzato con la partecipazione degli House of Protection.

## Filantropia

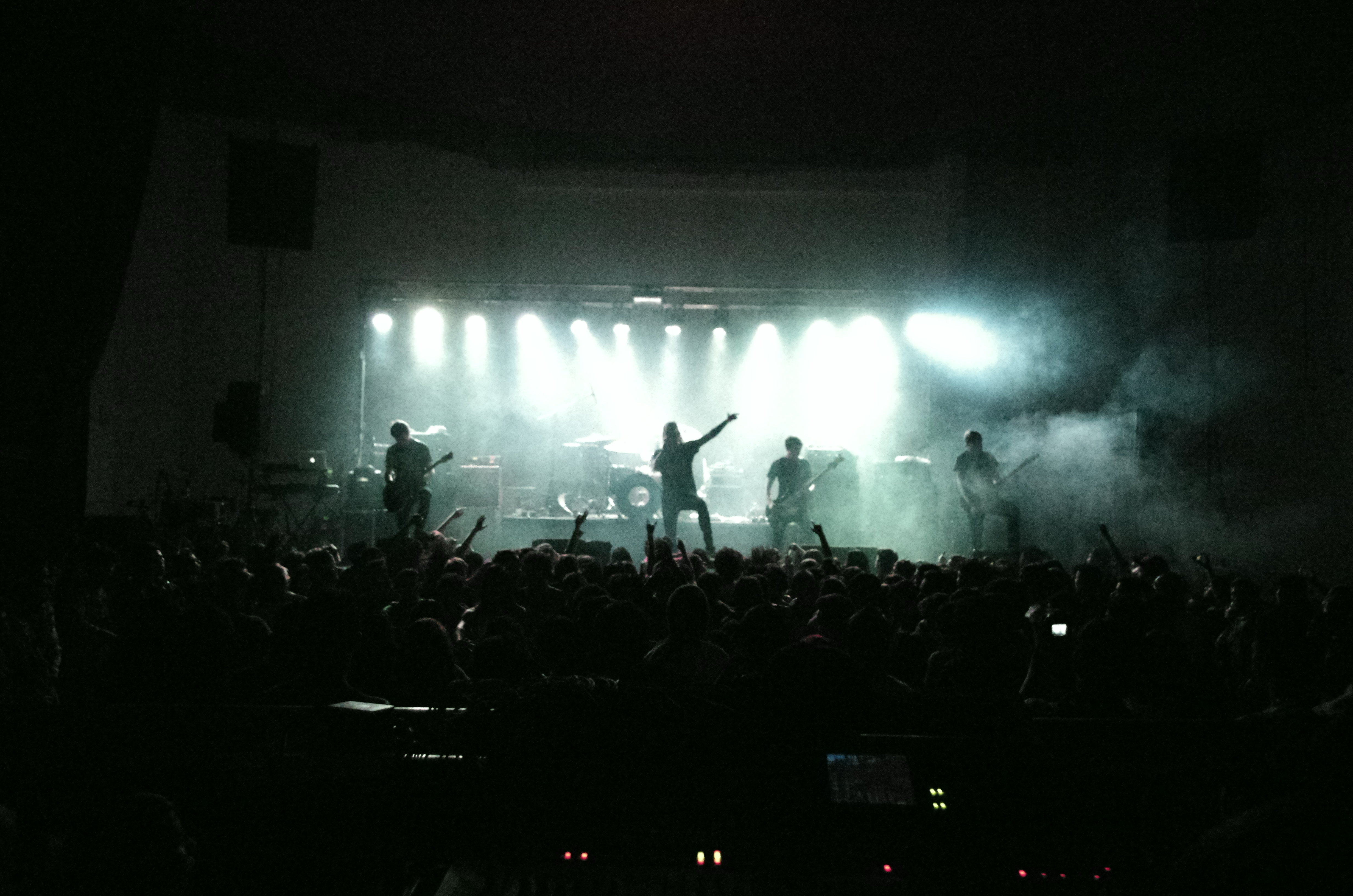
La band in concerto a Bogotà nel 2012

Tutti i membri della band sono vegani, essendo passati al veganismo dopo aver guardato numerosi documentari al riguardo. I membri della band sono anche aperti sostenitori della Sea Shepherd Conservation Society, con Carter che oltre ad essere sostenitore dell'organizzazione ambientalista è anche uno dei suoi ambasciatori britannici. Negli album più recenti, inoltre, Carter e Tom Searle hanno spesso incentrato i testi dei loro brani sulla loro avversione verso la politica dittatoriale e corrotta.

## Formazione
Attuale
- Dan Searle – batteria, tastiera (2004-presente)
- Alex Dean – basso, tastiera (2006-presente)
- Sam Carter – voce (2007-presente)
- Adam Christianson – chitarra, cori (2012, 2014-presente)

Ex componenti
- Tim Lucas – basso (2004-2006)
- Matt Johnson – voce (2004-2007)
- Tim Hillier-Brook – chitarra ritmica (2004-2012)
- Tom Searle – chitarra solista, tastiera, programmazione (2004-2016)
- Josh Middleton – chitarra solista, tastiera, cori (2017-2023; turnista 2012, 2016-2017)

Turnisti
- Casey Lagos – basso (2011)
- Bobby Daniels – basso (2011)
- Sean Delander – chitarra solista (2016)
- Ryan Burnett – chitarra ritmica, tastiera, percussioni, cori (2022-presente)
- Martyn Evans – chitarra solista (2023-presente)
- Andrew McEnaney – batteria (2024-2025)

## Discografia

### Album in studio
- 2006 – Nightmares
- 2007 – Ruin
- 2009 – Hollow Crown
- 2011 – The Here and Now
- 2012 – Daybreaker
- 2014 – Lost Forever/Lost Together
- 2016 – All Our Gods Have Abandoned Us
- 2018 – Holy Hell
- 2021 – For Those That Wish to Exist
- 2022 – The Classic Symptoms of a Broken Spirit
- 2025 – The Sky, the Earth & All Between

### Album dal vivo
- 2022 – Live at the Royal Albert Hall
- 2022 – For Those That Wish to Exist at Abbey Road

### Split
- 2008 – Architects & Dead Swans (con i Dead Swans)

### Singoli
- 2010 – Day in Day Out
- 2011 – Learn to Live
- 2011 – Heartburn
- 2011 – Devil's Island
- 2012 – These Colours Don't Run (feat. Jon Green)
- 2012 – Alpha Omega
- 2013 – Black Blood
- 2014 – Naysayer
- 2014 – Broken Cross
- 2014 – Colony Collapse
- 2016 – A Match Made in Heaven
- 2016 – Gone with the Wind
- 2016 – Downfall
- 2016 – Phantom Fear
- 2017 – Gravity
- 2017 – Doomsday
- 2018 – Hereafter
- 2018 – Royal Beggars
- 2018 – Modern Misery
- 2019 – A Wasted Hymn (Acoustic)
- 2019 – Death Is Not Defeat/Change (In the House of Flies)
- 2020 – Animals
- 2020 – Black Lungs
- 2021 – Dead Butterflies
- 2021 – Meteor
- 2022 – When We Were Young
- 2022 – Tear Gas
- 2022 – Deep Fake
- 2022 – A New Moral Low Ground
- 2023 – Seeing Red
- 2024 – Curse
- 2024 – Whiplash
- 2025 – Blackhole
- 2025 – Everything Ends
- 2025 – Brain Dead (feat. House of Protection)

## Album video
- 2013 – One Hundred Days